# معركة الحصن
معركة الحصن كانت معركة لمدة يوم واحد حول قرية الحصن في وادي النصارى بمحافظة حمص، التي تقع فيها قلعة الحصن وهي القلعة الصليبية التي تعود إلى القرون الوسطى وهي موقع تراث عالمي لليونسكو وقد كانت القرية مع قلعتها في أيدي مقاتلي المعارضة منذ عام 2012. هدف الجيش السوري خلال المعركة هو قطع طرق تزويد المعارضة عن المجندين والأسلحة القادمة والخروج من لبنان.
في صباح 20 مارس بدأ القتال عند الفجر الباكر مع قصف عنيف لقلعة العصور الوسطى حيث يعتقد أن ثلاثمائة من المعارضة يقيمون. كما تعرضت بلدة الحصن نفسها للقصف. بحسب أحد نشطاء المعارضة تم التوصل إلى اتفاق للسلامة الآمنة للمعارضة إلى لبنان في اليوم السابق. نفى القائد العسكري الذي يقود المعركة التوصل إلى اتفاق. قال إنّ الجيش رفض منح المعارضة تحصنا في سلوك القلعة الآمن من القلعة وجعلوا الدفعة الأخيرة فيه بعد رؤية المعارضة تتراجع. عارض ناشط معارض آخر مزاعم أن الجيش نصب كمينا لأفراد هربوا من الحصن بالقرب من الحدود اللبنانية مما أسفر عن مقتل الكثيرين. استولت القوات الحكومية على القلعة في وقت مبكر من بعد الظهر. قتل 12 مقاتلا من المعارضة في الاشتباك داخل القلعة بمن فيهم أبو سليمان الدندشي وهو قائد لواء أحرار الشام ولبناني. وفقا لمصادر عسكرية قتل 40-93 من المعارضة أثناء انسحابهم بما في ذلك خالد المحمود الذي يزعم أنه زعيم الجماعة الجهادية المعارضة جند الشام. كما قتل العديد من الجنود في القتال.
بعد الاستيلاء على الحصن والقلعة أعلن الجيش أنه استعاد السيطرة الكاملة على الجزء الغربي من محافظة حمص.